# Миндзян (приток на Яндзъ)
Миндзян (на китайски: 闽江; на пинин: Mǐnjiāng) е река в Централен Китай, в провинция Съчуан, ляв (най-пълноводен) приток на Яндзъ. Дължина 793 km, площ на водосборния басейн 134 000 km². Река Миндзян води началото си на 3820 m н.в. от планината Миншан (крайна източна част на планинската система Кунлун). В горното си течение тече в дълбоко и с множество завои дефиле, на много места имащо характер на каньон през крайните източни части на Сино-Тибетските планини. В района на град Гуансян излиза от пределите на планините и пресича от север на юг Съчуанската котловина. Тук реката се дели на ръкави, а след град Пеншан водите ѝ отново се събират в едно корито. Влива се отляво в река Яндзъ, на 260 m н.в., в чертите на град Ибин. Основни притоци: леви – Юйнаохъ, Пуянхъ, Фухъ, Джоувънхъ; десни – Хъйшуй, Питяохъ, Цяохъ, Дадухъ (най-голям приток, с дължина 1062 km), Мабянхъ, Юенцихъ. Има ясно изразено лятно пълноводие в резултат от мусонните дъждове през сезона и зимно маловодие. Среден годишен отток в долното течение над 3000 m³/s. В района на град Чънду се намират едни от най-древните напоявани земеделски земи в Китай. Иригационната система се състои от многочислени (над 200) канала, напояващи около 350 000 ха. Плавателна е дълбоко газещи речни съдове до град Лъшан, а до град Чънду – за плитко газещи.